# Liste d'idiotismes numériques en français
 (août 2019).
Si vous disposez d'ouvrages ou d'articles de référence ou si vous connaissez des sites web de qualité traitant du thème abordé ici, merci de compléter l'article en donnant les références utiles à sa vérifiabilité et en les liant à la section « Notes et références ».
La langue française comprend de nombreux idiotismes numériques (c'est-à-dire comportant un nombre, au sens large), dont plusieurs sont listés ci-dessous.

## Nombres de 0 à 9

### 0
- remettre les compteurs à zéro, repartir de zéro (ou : à zéro) : faire table rase[1].
- avoir la boule à zéro : avoir le crâne rasé[2].
- avoir le moral à zéro : être déprimé[3].
- avoir le trouillomètre à zéro : avoir peur[4].

### 1
- ne faire ni une ni deux : faire quelque chose sans hésitation.
- faire d'une pierre deux coups : tirer un double parti d'une situation.
- un tiens vaut mieux que deux tu l'auras (Jean de La Fontaine, dans la fable Le petit Poisson et le Pêcheur) : mieux vaut se contenter de ce que l'on possède déjà plutôt que d'une promesse.
- un pelé et deux tondus : se dit quand (presque) personne n'est présent.
- le premier art : l'architecture.

### 2
- les deux font la paire : être en accord mutuel.
- partager la poire en deux, couper la poire en deux : faire un compromis.
- en deux coups de cuillère à pot : en un tournemain.
- jamais deux sans trois : ce qui s'est déjà répété deux fois le sera probablement encore.
- en deux temps trois mouvements : en un tournemain, très rapidement.
- en moins de deux : en un tournemain, très rapidement.
- ne faire ni une ni deux : ne pas hésiter.
- faire d'une pierre deux coups : tirer double parti d'une situation.
- un tiens vaut mieux que deux tu l'auras (Jean de La Fontaine, dans la fable Le petit Poisson et le Pêcheur) : mieux vaut se contenter du présent que d'un futur hypothétique.
- un pelé et deux tondus : se dit quand (presque) personne n'est présent.
- prendre son courage à deux mains : s'engager dans une tâche difficile.
- ça date de l'An deux : très vieux, obsolète.
- le deuxième art : la Sculpture.

### 3
- jamais deux sans trois : ce qui s'est déjà répété une fois le sera probablement encore.
- pour trois fois rien : pour très peu d'argent.
- trois francs six sous : une faible somme d'argent.
- ça ne casse pas trois pattes à un canard : c'est ordinaire.
- le troisième art : les arts visuels qui regroupent la peinture et le dessin.

### 4
- manger comme quatre : manger avec beaucoup d'appétit.
- se mettre, se couper en quatre : se démener.
- un de ces quatre matins : bientôt.
- à un de ces quatre : à bientôt (contraction de la formule précédente).
- ne pas y aller par quatre chemins : sans hésitation.
- monter les escaliers quatre à quatre : monter à toutes jambes.
- couper les cheveux en quatre (dans le sens de la longueur) : être pointilleux.
- discuter entre quatre-z-yeux : discuter en tête à tête, à 2.
- tiré à quatre épingles : d'une tenue vestimentaire soignée.
- dire ses quatre vérités à quelqu'un : lui parler sans détours, franchement.
- la semaine des quatre jeudis : aux calendes grecques, qui n'arrivera jamais.
- se saigner aux quatre veines : se priver, ou se donner beaucoup de mal en faveur de quelqu'un.
- échanger quatre trente sous pour une piastre : échanger avec quelque chose de strictement identique.
- le quatrième art : la musique.

### 5
- ça se compte sur les (cinq) doigts de la main : négligeable, en petit nombre.
- comme les cinq doigts de la main : être unis, coopératifs.
- la cinquième roue du carrosse : qui n'a qu'un rôle secondaire.
- tape m'en cinq : tape ma main (pour saluer ou conclure un accord)
- recevoir cinq sur cinq : synonyme de « message bien reçu »
- un mouton à cinq pattes : une rareté, un objet introuvable (et de grande valeur si on précise "avec des dents en or").
- le cinquième art : la Littérature, qui regroupe la poésie, les romans et tout ce qui se rattache à l'écriture.

### 6
- trois francs six sous : une faible somme d'argent.
- six pieds sous terre : décédé, inhumé.
- faire une tête de six pieds de long : bouder, faire la tête, être fâché.
- le sixième art : les Arts de la scène (la danse, le théâtre, le mime et le cirque).

### 7
- être au septième ciel : éprouver un bonheur, un plaisir intense, être au paradis.
- sept ans de malheur (à la suite du bris d'un miroir)
- le septième art : le cinéma
- Sept péchés capitaux
- Sept Merveilles du monde

### 8
- faire les trois-huit : fonctionner 24 heures sur 24 avec roulement toutes les 8 heures (3 × 8 = 24).
- en huit (lundi / mardi /, etc. en huit) : de la semaine prochaine.
- le huitième art : les arts médiatiques (la radio, la Télévision et la Photographie).

### 9
- entrer dans son neuf : être au neuvième mois de grossesse.
- le neuvième art : la bande dessinée.

## Au-delà

### 10
- ça vaut dix : c'est très bien.
- dix : un grand nombre, (ex. : répéter dix fois la même chose).

### 11
- un bouillon d'onze heures : un breuvage empoisonné
- boire le bouillon d'onze heures : passer de vie à trépas.
- les ouvriers de la onzième heure: personnages qui rejoignent une entreprise juste avant son achèvement

### 12
- à la douzaine : en grande quantité.
- à la douzaine : de peu de valeur puisqu'il y en a beaucoup (ex. : poètes à la douzaine).
- treize à la douzaine : treize pour le prix de douze, en grande quantité.

### 13
- treize à la douzaine : un grand nombre, beaucoup.
- treize à table : nombre porte-malheur.

### 14
- chercher midi à quatorze heures : compliquer inutilement une chose très simple.

### 15
- quinzaine : deux semaines consécutives.
- sous quinzaine : au plus tard dans quinze jours.
- en quinze : dans deux semaines, (ex. : « jeudi en quinze », pas le jeudi qui vient, mais le suivant).
- quinzaine : salaire de deux semaines, de la moitié d'un mois de travail (ex. : payer une quinzaine, toucher sa quinzaine).

### 20
- ne plus avoir vingt ans : ressentir les effets de la vieillesse.
- vingt : un grand nombre, (ex. : répéter vingt fois la même chose).
- vingt dieux ! : bon sang !

### 22
- vingt-deux v'là les flics ! : attention la police arrive !

### 31
- se mettre sur son trente-et-un : mettre ses plus beaux habits

### 33
- « dites 33 ! » chez le médecin (pour examen des poumons)

### 36
- voir trente-six chandelles : avoir des hallucinations visuelles (phosphènes) à la suite d'un choc.
- tous les trente-six du mois : jamais.
- trente-six façons : de multiples façons.

### 40
- repartir comme en quarante : recommencer avec ardeur (et naïveté).
- s'en foutre comme de l'An quarante : s'en moquer, se désintéresser complètement.

### 50
- cinquante-cinquante : partage en deux parts égales ou équi-probabilité.

### 69
- position 69 : position sexuelle (expression non spécifiquement française, mais quasi internationale)

### 77
- de 7 à 77 ans : de tous les âges

### 99
- position 99 : position sexuelle

### 100
- faire les cent pas : marcher de long en large ou tourner en rond, être impatient.
- des mille et des cents : beaucoup, une grande somme.
- en un mot comme en cent : en résumé.
- il y a cent à parier : c'est plus que probable.

### 107
- cent sept ans: très longtemps (exemple : attendre cent sept ans).

### 400
- faire les quatre cents coups : faire toutes les bêtises possibles.

### 1000
- je vous le donne en mille : je vous mets au défi de deviner.
- (être) à mille lieues (de) : être bien loin de.
- (taper) dans le mille : atteindre son but, viser juste, tomber juste, faire mouche.
- des mille et des cents : beaucoup, une grande somme.
- mille-feuille : plante, pâtisserie.
- mille-pattes : arthropodes aux nombreuses pattes (myriapodes).
- millepertuis : variété de fleur (dont la feuille présente de nombreux pores).

### 36 000
- trente-six mille : grosse quantité.

### 1 000 000 000 000
- mille milliards de dieux !, mille milliard de noms de dieu ! : jurons.
- mille milliards de mille sabords ! (ou mille milliards de mille millions de mille sabords !) : célèbres jurons du capitaine Haddock.